# Gaotian (köpinghuvudort i Kina, Jiangxi Sheng, lat 26,47, long 116,47)
Gaotian är en köpinghuvudort i Kina. Den ligger i provinsen Jiangxi, i den sydöstra delen av landet, omkring 250 kilometer söder om provinshuvudstaden Nanchang. Antalet invånare är 22 604. Befolkningen består av 10 943 kvinnor och 11 661 män. Barn under 15 år utgör 20,0 %, vuxna 15-64 år 72 %, och äldre över 65 år 7,0 %.
Runt Gaotian är det ganska tätbefolkat, med 120 invånare per kvadratkilometer. Närmaste större samhälle är Xiaosong, 16,6 km väster om Gaotian. I omgivningarna runt Gaotian växer i huvudsak blandskog.
Genomsnittlig årsnederbörd är 2 233 millimeter. Den regnigaste månaden är maj, med i genomsnitt 380 mm nederbörd, och den torraste är oktober, med 24 mm nederbörd.